# Araçoiaba
Araçoiaba là một đô thị thuộc bang Pernambuco, Brasil. Đô thị này có diện tích 96,38 km², dân số năm 2007 là 16511 người, mật độ 171,31 người/km².